# Agnieszka Kobus

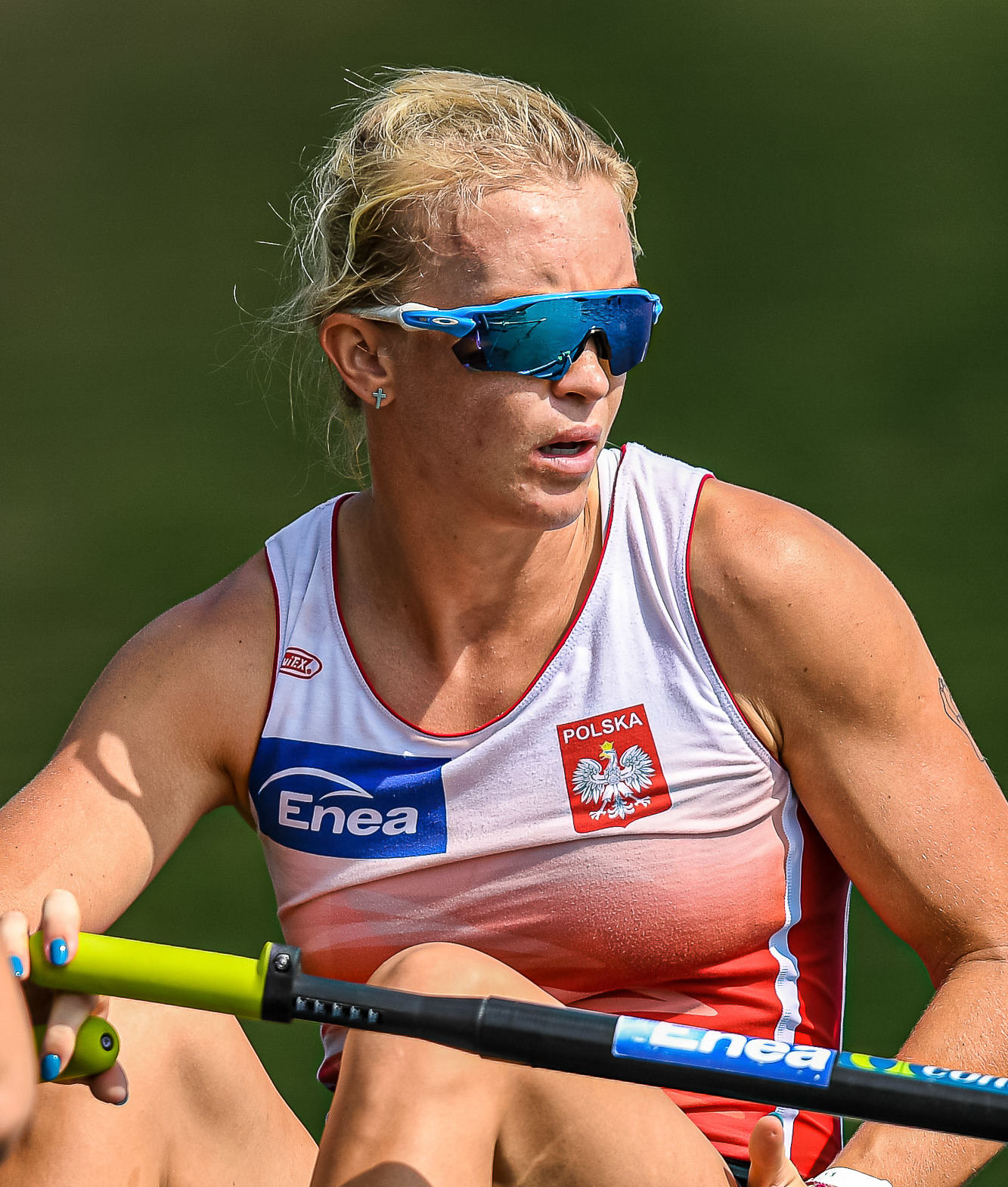
Agnieszka Kobus (2019)

Agnieszka Kobus-Zawojska (* 28. August 1990 in Warschau) ist eine polnische Ruderin. Sie war Olympiadritte 2016 und Olympiazweite 2021.

## Sportliche Karriere
Kobus belegte im Doppelzweier den sechsten Platz bei den Junioren-Weltmeisterschaften 2008. Im Jahr darauf ruderte sie im Doppelzweier auf den neunten Platz bei den U23-Weltmeisterschaften. 2010 belegte sie mit dem Doppelvierer den elften Platz bei den U23-Weltmeisterschaften; bei den Europameisterschaften 2010 erreichte der polnische Doppelvierer mit Kobus, Karolina Gniadek, Agata Gramatyka und Natalia Madaj den vierten Platz. Nach einem achten Platz bei den Weltmeisterschaften 2011 gewann der polnische Doppelvierer mit Kobus, Gniadek, Sylwia Lewandowska und Madaj bei den Europameisterschaften 2011 die Silbermedaille hinter den Ukrainerinnen. 2012 trat Kobus international nur bei den U23-Weltmeisterschaften an und belegte dort mit dem Doppelvierer den vierten Platz.
Im Jahr darauf belegte sie bei den Europameisterschaften 2013 den fünften Platz mit dem Doppelvierer. 2014 gewann der polnische Doppelvierer mit Agnieszka Kobus, Maria Springwald, Joanna Dittmann und Monika Ciaciuch die Bronzemedaille bei den Europameisterschaften in Belgrad. Bei den Weltmeisterschaften 2014 belegte der Vierer mit Sylwia Lewandowska, Joanna Leszczyńska, Springwald und Kobus den achten Platz. 2015 erkämpfte der polnische Doppelvierer mit Kobus, Leszczyńska, Springwald und Ciaciuch Bronze bei den Europameisterschaften vor heimischem Publikum in Posen. Mit dem vierten Platz bei den Weltmeisterschaften 2015 qualifizierte sich der polnische Doppelvierer für die Olympischen Sommerspiele 2016. In die Olympiasaison startete der polnische Doppelvierer in der gleichen Besetzung wie im Vorjahr mit einem Sieg beim Ruder-Weltcup in Varese. Bei den Europameisterschaften 2016 gewannen die Polinnen die Silbermedaille hinter dem deutschen Boot. Bei den Olympischen Spielen in Rio de Janeiro gewann der polnische Doppelvierer die Bronzemedaille.
Auch im neuen Olympiazyklus ruderte Kobus im polnischen Doppelvierer. Das Quartett aus Kobus, Marta Wieliczko, Maria Springwald und Katarzyna Zillmann dominierte den Ruder-Weltcup mit drei Einzelsiegen, belegte bei den Europameisterschaften jedoch nur den vierten Rang. Zum Abschluss der Saison gelang hinter der niederländischen Auswahl der Gewinn der Silbermedaille bei den Weltmeisterschaften in Florida. 2018 gewann der polnische Doppelvierer in der gleichen Besetzung wie im Vorjahr den Titel bei den Europameisterschaften in Glasgow. Anderthalb Monate später gewann der polnische Doppelvierer auch den Titel bei den Weltmeisterschaften in Plowdiw. 2019 belegte der polnische Doppelvierer den vierten Platz bei den Europameisterschaften in Luzern. Drei Monate später siegten bei den Weltmeisterschaften in Linz die Chinesinnen vor den polnischen Titelverteidigerinnen. 2020 trat der polnische Doppelvierer in der Besetzung Katarzyna Boruch, Marta Wieliczko, Agnieszka Kobus-Zawojska und Katarzyna Zillmann an. Bei den Europameisterschaften in Posen gewannen die Polinnen die Bronzemedaille hinter den Booten aus den Niederlanden und aus Deutschland. Bei den Olympischen Spielen in Tokio belegte der polnische Doppelvierer in der Besetzung Agnieszka Kobus-Zawojska, Marta Wieliczko, Maria Sajdak und Katarzyna Zillmann sowohl im Vorlauf als auch im Finale den zweiten Platz hinter den Chinesinnen.